# Swyre Head (Lulworth)
Swyre Head liegt bei West Lulworth und Lulworth Cove an der Ärmelkanalküste von Dorset im Süden von England. Er befindet sich direkt westlich von Durdle Door, etwa zwei Kilometer von West Lulworth sowie 14 Kilometer westlich von Swanage. Er liegt direkt östlich von Bat’s Head und etwa 13 Kilometer östlich von Weymouth.
Er trägt denselben Namen wie der Swyre Head, der höchste Punkt der Purbeck Hills und der Isle of Purbeck. Die beiden Swyre Heads liegen etwa 18 Kilometer auseinander.

## Geologie
Die Klippen sind aus Kreide und sind ein Teil der umfangreichen Südenglischen Kreideformation. Sie sind sehr steil und durch einen Fußweg, den South West Coastal Path, erschlossen. Trotz seiner steilen Aufstiege ist der Wanderweg sehr beliebt und die Landschaft ist spektakulär. Der Bereich zwischen Swyre Head und Durdle Door wird wegen seiner Schroffheit als „Scratchy Bottom“ (kratziges Hinterteil) bezeichnet.
Von Orcombe Point im Westen bis Old Harry Rocks im Osten erstreckt sich ein Küstenstreifen, der als erste Naturlandschaft in England von der UNESCO zum Weltnaturerbe erklärt wurde. Swyre Head ist Teil der Jurassic Coast, die zu den Naturwundern dieser Welt zählt und bekannt ist für ihre Fossilien.